# 佩金 (北达科他州)
佩金（英語：Pekin），是美国北达科他州下属的一座城市。根据2010年美国人口普查，该市有人口70人。